# SOUL LOVE
「SOUL LOVE」（ソウル ラブ）は、GLAYの14作目のシングル。1998年4月29日にポリドール（現・ユニバーサルミュージック）から発売された。

## 概要
- 「誘惑」との同時発売で、両シングルで2週連続で1位2位を独占した。オリコンチャートで1位を獲得していない作品では初動売上歴代1位、オリコンチャート2位の売上では歴代最高である。累計売上は137.2万枚で、GLAYのシングルの中では3番目の売り上げとなっている[1]。これに関してTAKUROは2024年10月10日放送の「SONGS」(NHK)にて「1位のプレッシャーに耐えられなくなって。次も1位をとらなきゃいけないって。2枚同時だったら、どっちかが2位だから。ちょっと気が楽になった。凄い波に乗っちゃった感はあった。どうやってバンドを守っていいのか分からなくなった。どこかで軟着陸したいっていう」とも語った[2]。また、HISASHIは2025年4月14日放送のフジテレビ『ぽかぽか』に出演した際に、このリリースの仕方についてハライチの澤部佑から問われ、「これひねくれてた頃で。やっぱこれ忙しいと心がすさむんです。だから“GLAYさん、また1位ですね”とか言われると、なんかすさんできて、2枚出したらどっちか2位だろうみたいな感じで」と語った[3]。
- プロモーションビデオは通常バージョン・TERUバージョン・TAKUROバージョン・HISASHIバージョン・JIROバージョンと計5つが作られている他、サポートメンバーもあたかもGLAYのメンバーのように出演している。メンバー間の仲の良さや結束を感じられる作品である。また、PVにはTERUがドラムを、TAKUROがベースを、JIROがギターを演奏しているシーンが収められている。PVは大谷石地下採掘場跡で撮影された。
- アートワークは、ブラウンのプラケースに、曲名入りステッカーが貼付。（「誘惑」はイエローグリーンのプラケース）
- 店頭渡し特典としてA5サイズの下敷が存在する。

## 収録曲
| 全編曲: GLAY・佐久間正英。 |                              |           |           |       |
| #                          | タイトル                     | 作詞      | 作曲      | 時間  |
| 1.                         | 「SOUL LOVE」                | TAKURO    | TAKURO    | 4:26  |
| 2.                         | 「アイ」                     | HISASHI   | HISASHI   | 3:57  |
| 3.                         | 「SOUL LOVE (instrumental)」 |           |           | 4:26  |
| 合計時間:                  | 合計時間:                    | 合計時間: | 合計時間: | 12:49 |

### 楽曲解説
1. SOUL LOVE
TAKURO曰く、この曲は当初サビしかなく、他に4、5曲あったシングル候補の中から、他のメンバーに聴かせたところ「サビしかないけどこの曲のほうがいいんじゃないか」という意見を貰ったので、その場で残りのブリッジやAメロなどを作り、1日で仕上げた曲だという[4]。また、97年リリースの『REVIEW-BEST OF GLAY』の大ヒットを受け、「GLAY側とリスナーの間で心が通う瞬間がすごく伝わって、ああ、これが心が通い合った結果で…、そういう、自分たちにいいものをもたらしてくれた、すこくパワーをもたらしてくれたっていうことで、そういった感謝の気持ちを込めて書いた」曲でもある、とのこと[5]。
2024年10月9日に放送された「ヒルナンデス」に出演したHISASHIが個人的に1番好きな曲としてあげている[6]。
2. アイ
HISASHIが作詞・作曲を担当したのはこの曲で3曲目。タイトルは「愛」「eye(眼)」「AI」「I (自分)」など様々な意味を持つ。HISASHI曰く、この曲のモチーフとしては「やっばりライブが好きなGLAYとメディアを通過するGLAYっていうバンドのバランスの崩れ具合みたいなものが自分の中でフラストレーションになったりしてて。そういう自分の中の葛藤みたいなもの」だという[4]。また、表題曲である「SOUL LOVE」と同じく「ふたつの影」というワードが歌詞中に出てくるなど、HISASHIもこの曲が「SOUL LOVE」と結構ダブっているところがあるとしたが、TAKUROはそれに対して「今、初めて聞いた(笑)。「SOUL LOVE」っていう曲は97年のGLAYの状況の変化だったり『REVIEW』に対する今なりの答えだったりするという。何年かして振り返ったときに『REVIEW』を中心にしたGLAYっていうのは何だったんだろうっていう歌になると思うんです。HISASHIは、ある種のバランスの崩れ方からくるフラストレーションを書いたんだとしたら、俺はその時点での憧れを書いたみたいな。たぶん、同じときに感じてるんでしょうね。これからツアーに出てみんなに会って『REVIEW』の成功のお礼を伝えるんだけど、それがこの曲だと。僕らと聴く側の心のやりとりがうまくいった証拠なんだよ」とも述べた[4]。
2009年のTAKURO Produce Live THE GREAT VACATION -extra-の「ハッピースインガーがライブで聴きたい曲ベスト10」、2011年のHAPPY SWING 15th Anniversary SPECIAL LIVEの「あなたが聴きたいGLAYの曲」で行われたランキングではどちらでも3位にランクインした。
3. SOUL LOVE (instrumental)

## タイアップ
- カネボウ（現在は花王傘下）「ブロンズラブ '98夏」キャンペーンソング。（#1）

## パフォーマンス
2020年4月3日に放送された「ミュージックステーション」3時間スペシャルでは、番組内の企画での視聴者投票で1位にランクイン。「Into the Wild」とともに披露した。
2025年2月22日に東京ドームで行われた、LUNA SEAとの対バンライブ「The Millennium Eve 2025」で、LUNA SEAが本曲をカバーした。
また、2025年4月14日放送の『ぽかぽか』で、HISASHIと、HISASHIを兄のように慕う綾小路翔がセッションし、One Night Carnivalに続けて披露した。

## 収録アルバム
SOUL LOVE
- pure soul (アルバムバージョン)
- DRIVE-GLAY complete BEST
- -Ballad Best Singles- WHITE ROAD (『pure soul』収録バージョン)
- THE GREAT VACATION VOL.2 〜SUPER BEST OF GLAY〜
- pure soul Anthology (リミックスバージョン)
- REVIEW II -BEST OF GLAY- (『pure soul Anthology』収録バージョン)
- DRIVE 1993〜2009 -GLAY complete BEST

アイ
- rare collectives vol.2
- pure soul Anthology (リミックスバージョン)

## カバー
| 楽曲      | リリース      | アーティスト | 収録作品                                                                             | 備考 |
| --------- | ------------- | ------------ | ------------------------------------------------------------------------------------ | ---- |
| SOUL LOVE | 2024年5月29日 | 高塚智人     | 『［Re:collection］HIT SONG cover series feat.voice actors 2 〜90's-00's EDITION〜』 |      |